# William Wallace (roddare)
William Lawrence "Laurie" Wallace, född 12 april 1901 i Toronto, död 20 juli 1967 i Keene, var en kanadensisk roddare.
Wallace blev olympisk silvermedaljör i åtta med styrman vid sommarspelen 1924 i Paris.